# معركة شارون
درات معركة شارون بين 19 و25 سبتمبر 1918، وبدأت معركة مجدو قبل نصف يوم من معركة نابلس، حيث اشتبكت تشكيلات كبيرة واستجابت للتحركات المعادية، وفقاً لخطط أُعدت مسبقاً، في الأشهر الأخيرة من حملة سيناء وفلسطين إبان الحرب العالمية الأولى. وقع القتال على مساحة واسعة من البحر المتوسط شرقاً إلى نتوء رافات في تلال الخليل. هنا هاجم الفيلق الحادي والعشرون التابع لقوة التجريدة المصرية مع لواء فرنسي بحجم المفرزة الفرنسية لفلسطين وسوريا [الإنجليزية]، الفيلق الثاني والعشرين التابع لمجموعة جيش يلدريم [الإنجليزية] وفيلق آسيا الألماني [الإنجليزية]. امتدت معركة شارون إلى ما وراء خطوط المواجهة العثمانية عندما مر فيلق خيالة الصحراء [الإنجليزية] عبر ثغرة في خط المواجهة عبر سهل شارون لاحتلال سهل إسدرايلون. في هذه الأثناء، هاجم الفيلق العشرون نابلس خلال معركة نابلس، بينما حمت قوة تشايتور [الإنجليزية] الجناح الأيمن في غور الأردن قبل التقدم لتأمين الجسور والمخاضات عبر نهر الأردن، لمواصلة تطويق المدافعين في تلال الخليل. بعد ذلك، تقدمت قوة تشايتور ضد الجيش الرابع للاستيلاء على السلط وعمان بعد معركة عمان الثانية.
بدأت معركة شارون في 19 سبتمبر بقصف مدفعي على غرار الجبهة الغربية، حيث قصفت ثلثا المدفعية الثقيلة الأرضية بالأساس، مدعومة بقوة نيران مدمرتين، المواقع العثمانية، بينما أطلقت ثلث المدفعية الثقيلة وابلاً زاحفاً عليها لتغطية هجمات المشاة. هاجم مشاة الفيلق الحادي والعشرون في وقت واحد على طول خط المواجهة من ساحل البحر المتوسط حيث شنت الفرقة 60 [الإنجليزية] هجوماً على القطاع الساحلي الغربي من خط المواجهة الذي يدافع عنه الفيلق الثاني والعشرون بالجيش الثامن. اخترقت الفرقة 60 خنادق الخط الأمامي والثاني خلال معركة طولكرم، لتستولي في النهاية على طولكرم، موقع مقر الجيش الثامن. أما على يمينها، فقد تعرضت سلسلة خنادق تبصر نظام تبصر الرئيسية التي كان يسيطر عليه الفيلق الثاني والعشرون العثماني للهجوم وسقطت في نهاية المطاف خلال معركة تبصر، في يد الفرقة الثالثة (لاهور) والفرقة السابعة (ميروت)، والفرقة 75. تقدمت هذه الفرق الثلاثة لاحقاً، على الرغم من تعزيز الفيلق الثاني والعشرون العثماني، للاستيلاء على محطة صرة والمسعودية. تمكنت الفرقة السابعة (ميروت) والفرقة 60 من عمل ثغرة في خط المواجهة أثناء معارك طولكرم وتبصر، ليتمكن فيلق خيالة الصحراء من المرور عبرها. الذي زحف شمالاً وشرقاً إلى الخلف للاستيلاء على خطوط اتصال الجيوش العثمانية المدافعة. وفرت فرقة المشاة 54 (شرق أنجليا) [الإنجليزية] الحماية للجناح الأيمن للفيلق الحادي والعشرين المهاجم من فيلق آسيا التابع للجيش الثامن، بينما تمسكت وتمركزت المفرزة الاستعمارية الفرنسية في فلسطين وسوريا بنتوء رافات، خلال معركة وادي عارة مع تقدم المشاة.
بدأت مرحلة سلاح الفرسان في معركة شارون بمجرد حدوث الثغرة أثناء هجمات المشاة. سارت فرقة الفرسان الخامسة على الطريق شمالاً على طول سهل شارون تليها فرقة الفرسان الرابعة مع فرقة الفرسان الأسترالية في الاحتياط. سارت هذه الفرق بعد ذلك عبر سلسلة جبال الكرمل عبر ممرين، لتحتل سهل إسدرايلون، في 20 سبتمبر. هنا قاموا بقطع خطوط الاتصال العثمانية الرئيسية. تقاربت وحدات من فرقتي الفرسان الرابعة والخامسة للاستيلاء على العفولة مع سيطرة فرقة الفرسان الرابعة على بيسان بعد الظهيرة. استولت فرقة الخيالة الأسترالية على جنين مع آلاف السجناء عندما استولت على خط الانسحاب الرئيسي من نابلس إلى دمشق. تعرضت الناصرة، موقع مقر مجموعة جيش يلدريم التابعة للجيش العثماني، لهجوم فاشل من فرقة الفرسان الخامسة في 20 سبتمبر. اضطر القائد العام العثماني، أوتو ليمان فون ساندرز، إلى الهرب خلال معركة الناصرة. استولت فرقة الفرسان الخامسة على المدينة في اليوم التالي وبعد عدة أيام استولت هذه الفرقة أيضاً على حيفا وعكا عقب معركة حيفا. هاجمت فرقة الفرسان الأسترالية حامية ألمانية مُعززة للحرس الخلفي في سمخ في اليوم الأخير من معركة شارون، والتي وضعها ليمان فون ساندرز في حالة تأهب أثناء هروبه من الناصرة. أدى انتصار الخيالة الخفيفة الأسترالية في معركة سمخ والاستيلاء على طبريا لاحقاً إلى نهاية معركة شارون ومعركة مجدو. نجح الاستيلاء على الكثير من الأراضي والعديد من الأسرى، نتيجة لمعارك شارون ونابلس، المعروفة مجتمعة باسم معركة مجدو. بدأ الهجوم الأخير لحملة سيناء وفلسطين في اليوم التالي لانتهاء معركة مجدو، بالزحف نحو دمشق، التي سقطت في 1 أكتوبر.

## خلفية تاريخية
استعيض عن العديد من قادة الجيش الألماني والعثماني في المنطقة، بعد سلسلة الهزائم التي منيت بها القوى المركزية في فلسطين في نهاية 1917، في بئر السبع وغزة وفي قمة جبل المغار، ومع خسارة مساحات كبيرة من جنوب فلسطين خلال الانسحابات اللاحقة للجيشين السابع والثامن إلى تلال الخليل وبعد خسارة القدس. حيث استُبدل الجنرال إريش فون فالكنهاين قائد مجموعة جيش يلدريم بالجنرال أوتو ليمان فون ساندرز واستُبدل فريدريش فرايهر كريس فون كرسنشتاين قائد الجيش الثامن بجواد باشا. فيما عين جمال باشا قائد الجيش العثماني، جمال كوكجوك باشا لقيادة الجيش الرابع. أعيد قائد الجيش السابع، مصطفى كمال، الذي كان قد استقال من قيادته سابقاً، إلى منصبه في أوائل سبتمبر 1918.

### فهرس المراجع
1. ↑  Kinloch 2007 p. 303
2. ↑  Falls 1930 Vol. 2 p. 674

### المعلومات الكاملة للمراجع
- "4th Light Horse Brigade War Diary". First World War Diaries AWM4, 10-4-21. Canberra: Australian War Memorial. سبتمبر 1918. مؤرشف من الأصل في 2012-04-19. اطلع عليه بتاريخ 2013-01-05.
- "Australian Mounted Division General Staff War Diary". First World War Diaries AWM4, 1-58-15. Canberra: Australian War Memorial. سبتمبر 1918. مؤرشف من الأصل في 2012-04-19. اطلع عليه بتاريخ 2012-07-02.
- "Desert Mounted Corps General Staff Headquarters War Diary". First World War Diaries AWM4, 1-62-6 Part 1. Canberra: Australian War Memorial. سبتمبر 1918. مؤرشف من الأصل في 2023-02-28.
- Baly، Lindsay (2003). Horseman, Pass By: The Australian Light Horse in World War I. East Roseville, Sydney: Simon & Schuster. OCLC:223425266.
- Blenkinsop، Layton John؛ Rainey، John Wakefield، المحررون (1925). History of the Great War Based on Official Documents Veterinary Services. London: HM Stationers. OCLC:460717714.
- Bou، Jean (2009). Light Horse: A History of Australia's Mounted Arm. Australian Army History. Port Melbourne: Cambridge University Press. ISBN:9780521197083.
- Bruce، Anthony (2002). The Last Crusade: The Palestine Campaign in the First World War. London: John Murray. ISBN:978-0-7195-5432-2.
- Carver، Michael, Field Marshal Lord (2003). The National Army Museum Book of The Turkish Front 1914–1918: The Campaigns at Gallipoli, in Mesopotamia and in Palestine. London: Pan Macmillan. ISBN:978-0-283-07347-2.{{استشهاد بكتاب}}:  صيانة الاستشهاد: أسماء متعددة: قائمة المؤلفين (link)
- Cutlack، Frederic Morley (1941). The Australian Flying Corps in the Western and Eastern Theatres of War, 1914–1918. Official History of Australia in the War of 1914–1918 (ط. 11th). Canberra: Australian War Memorial. ج. VIII. OCLC:220900299. مؤرشف من الأصل في 2023-05-30.
- DiMarco، Louis A. (2008). War Horse: A History of the Military Horse and Rider. Yardley, Pennsylvania: Westholme Publishing. OCLC:226378925.
- Dinning، Hector W.؛ James McBey (1920). Nile to Aleppo. New York: MacMillan. OCLC:2093206.
- Downes، Rupert M. (1938). "The Campaign in Sinai and Palestine". في Butler، Arthur Graham (المحرر). Gallipoli, Palestine and New Guinea. Official History of the Australian Army Medical Services, 1914–1918: Volume 1 Part II (ط. 2nd). Canberra: Australian War Memorial. ص. 547–780. OCLC:220879097. مؤرشف من الأصل في 2023-05-27.
- Erickson، Edward J. (2001). Ordered to Die: A History of the Ottoman Army in the First World War: Foreword by General Hüseyiln Kivrikoglu. No. 201 Contributions in Military Studies. Westport Connecticut: Greenwood Press. OCLC:43481698.
- Erickson، Edward J. (2007). John Gooch؛ Brian Holden Reid (المحررون). Ottoman Army Effectiveness in World War I: A Comparative Study. No. 26 of Cass Series: Military History and Policy. Milton Park, Abingdon, Oxon: Routledge. ISBN:978-0-203-96456-9.
- Falls، Cyril (1930). Military Operations Egypt & Palestine from June 1917 to the End of the War. Official تاريخ الحرب العظمى Based on Official Documents by Direction of the Historical Section of the Committee of Imperial Defence: Volume 2 Part II. A. F. Becke (maps). London: HM Stationery Office. OCLC:256950972.
- Great Britain, Army, Egyptian Expeditionary Force (1918). Handbook on Northern Palestine and Southern Syria (ط. 1st provisional 9 April). Cairo: Government Press. OCLC:23101324.{{استشهاد بكتاب}}:  صيانة الاستشهاد: أسماء متعددة: قائمة المؤلفين (link)
- Grainger، John D. (2006). The Battle for Palestine, 1917. Woodbridge: Boydell Press. ISBN:9781843832638.
- Gullett، Henry S.؛ Barnet، Charles؛ Baker، David، المحررون (1919). Australia in Palestine. Sydney: Angus & Robertson. OCLC:224023558.
- Gullett، Henry (1941). The Australian Imperial Force in Sinai and Palestine, 1914–1918. Official History of Australia in the War of 1914–1918 (ط. 10th). Canberra: Australian War Memorial. ج. VII. OCLC:220901683. مؤرشف من الأصل في 2023-05-30.
- Hamilton، Patrick M. (1996). Riders of Destiny: The 4th Australian Light Horse Field Ambulance 1917–18: An Autobiography and History. Gardenvale, Melbourne: Mostly Unsung Military History. ISBN:978-1-876179-01-4.
- Hill، Alec Jeffrey (1978). Chauvel of the Light Horse: A Biography of General Sir Harry Chauvel, GCMG, KCB. Melbourne: Melbourne University Press. OCLC:5003626.
- Hughes، Matthew، المحرر (2004). Allenby in Palestine: The Middle East Correspondence of Field Marshal Viscount Allenby June 1917 – October 1919. Army Records Society. Phoenix Mill, Thrupp, Stroud, Gloucestershire: Sutton Publishing. ج. 22. ISBN:0750938412.
- Jones، Ian (1987). The Australian Light Horse. Australians at War. North Sydney: Time-Life Books. OCLC:18459444.
- Keogh، Eustace Graham؛ Joan Graham (1955). Suez to Aleppo. Melbourne: Directorate of Military Training by Wilkie & Co. OCLC:220029983.
- Kinloch، Terry (2007). Devils on Horses: In the Words of the Anzacs in the Middle East,1916–19. Auckland: Exisle Publishing. ISBN:978-0-908988-94-5.
- Maunsell، E. B. (1926). Prince of Wales' Own, the Seinde Horse, 1839–1922. Regimental Committee. OCLC:221077029.
- Paget، G.C.H.V Marquess of Anglesey (1994). Egypt, Palestine and Syria 1914 to 1919. A History of the British Cavalry 1816–1919. London: Leo Cooper. ج. 5. ISBN:978-0-85052-395-9.
- Perrett، Bryan (1999). Megiddo 1918. Oxford: Osprey Publishing. ISBN:1-85532-827-5.
- Powles، C. Guy؛ A. Wilkie (1922). The New Zealanders in Sinai and Palestine. Official History New Zealand's Effort in the Great War. Auckland: Whitcombe & Tombs. ج. III. OCLC:2959465.
- Preston، Richard Martin Peter (1921). The Desert Mounted Corps: An Account of the Cavalry Operations in Palestine and Syria 1917–1918. London: Constable & Co. OCLC:3900439.
- Roy، Kaushik (2011). The Indian Army in the Two World Wars. History of Warfare. Boston: Brill. ج. 70. ISBN:9789004185500.
- Sumner، Ian؛ Chappell، Chris (2001). The Indian Army 1914–1947. Oxford: Osprey Publishing. ISBN:978-1841761961.
- Wavell، Field Marshal Earl (1968) [1933]. "The Palestine Campaigns". في Sheppard، Eric William (المحرر). A Short History of the British Army (ط. 4th). London: Constable & Co. OCLC:35621223.
- Woodward، David R. (2006). Hell in the Holy Land: World War I in the Middle East. Lexington: The University Press of Kentucky. ISBN:978-0-8131-2383-7.

## للاستزادة
- Chappell، Mike (2002). British Cavalry Equipment 1800–1941. Men–at–Arms No. 138 (ط. Revised). Oxford: Osprey Publishing. OCLC:48783714.